# وفاة نيلسون مانديلا
في 5 ديسمبر / كانون الأول عام 2013، توفي نيلسون مانديلا، أول رئيس لجنوب أفريقيا يُنتخب عبر انتخابات ديمقراطية تمثيلية كاملة، وكذلك أول رئيس دولة أسود في البلاد. توفي مانديلا عن عمر يناهز الخامسة والتسعين بعد معاناة من عدوى الجهاز التنفسي في حوالي الساعة 20:50 حسب التوقيت المحلي في منزله في هوتون، بجنوب أفريقيا. وتم اعلان وفاته من قبل الرئيس جاكوب زوما. حظت ردود الفعل من الحكومات والمنظمات الدولية، والأشخاص البارزين بتغطية إعلامية كبيرة في جميع أنحاء العالم. عاشت جنوب أفريقيا فترة من الحداد الوطني لمدة 10 أيام. وخلال هذا الوقت، أجريت العديد من الخدمات التذكارية في جميع أنحاء البلد. في العاشر من ديسمبر / كانون الأول، تم اقامة المراسم الجنائزية في ملعب البنك الوطني الأول، حيث كان الاستاد ذو الـ95،000 مقعد كامل العدد. تم حفظ جسده في مبنى الاتحاد في بريتوريا من 11 إلى 13 ديسمبر 2013. وتم اقامة الجنازة الرسمية في 15 ديسمبر 2013 في مقاطعة كيب الشرقية، حيث دفنت جثته.

## مراسم الجنازة الرسمية

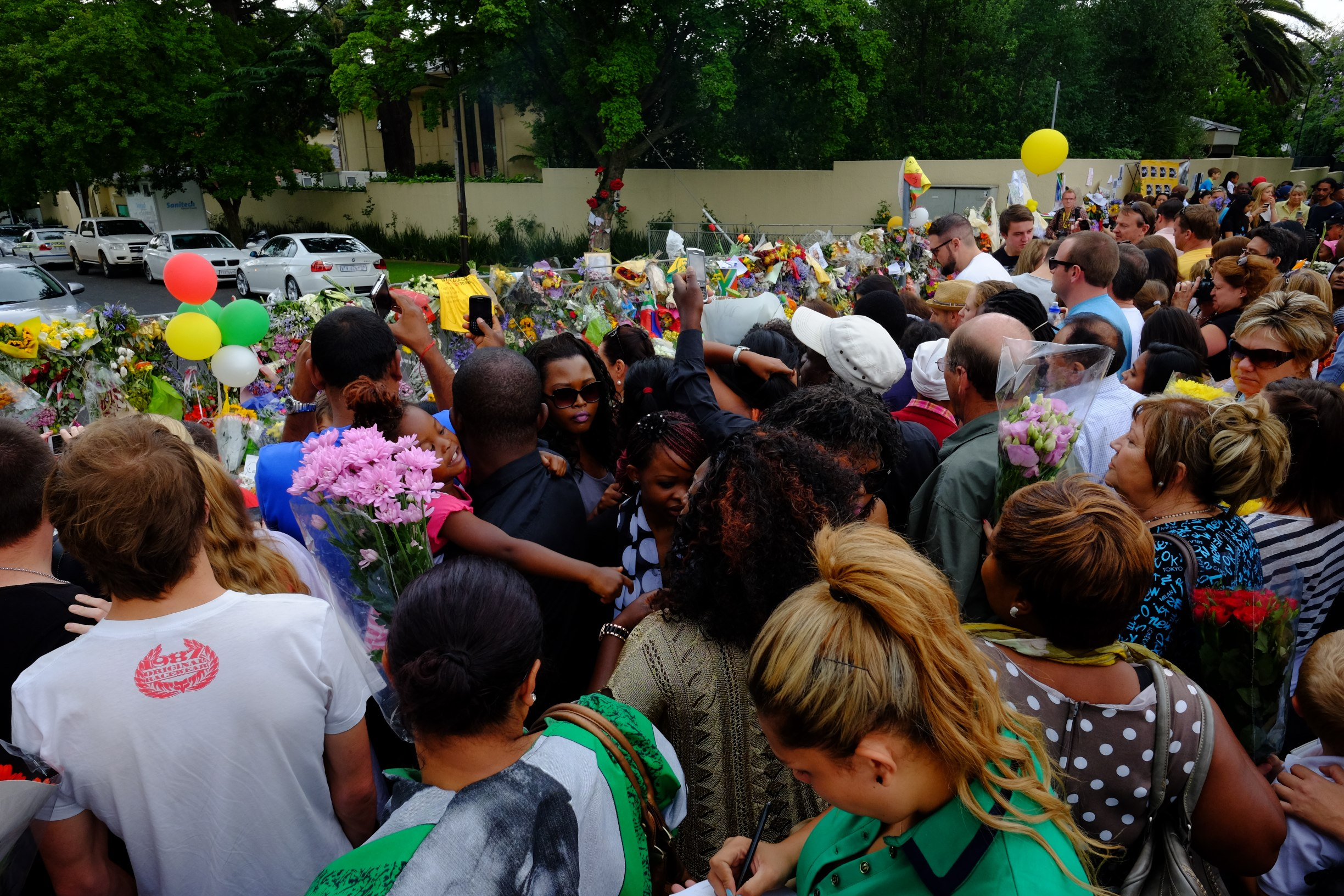
اندفاع الجمهور خارج منزل مانديلا.

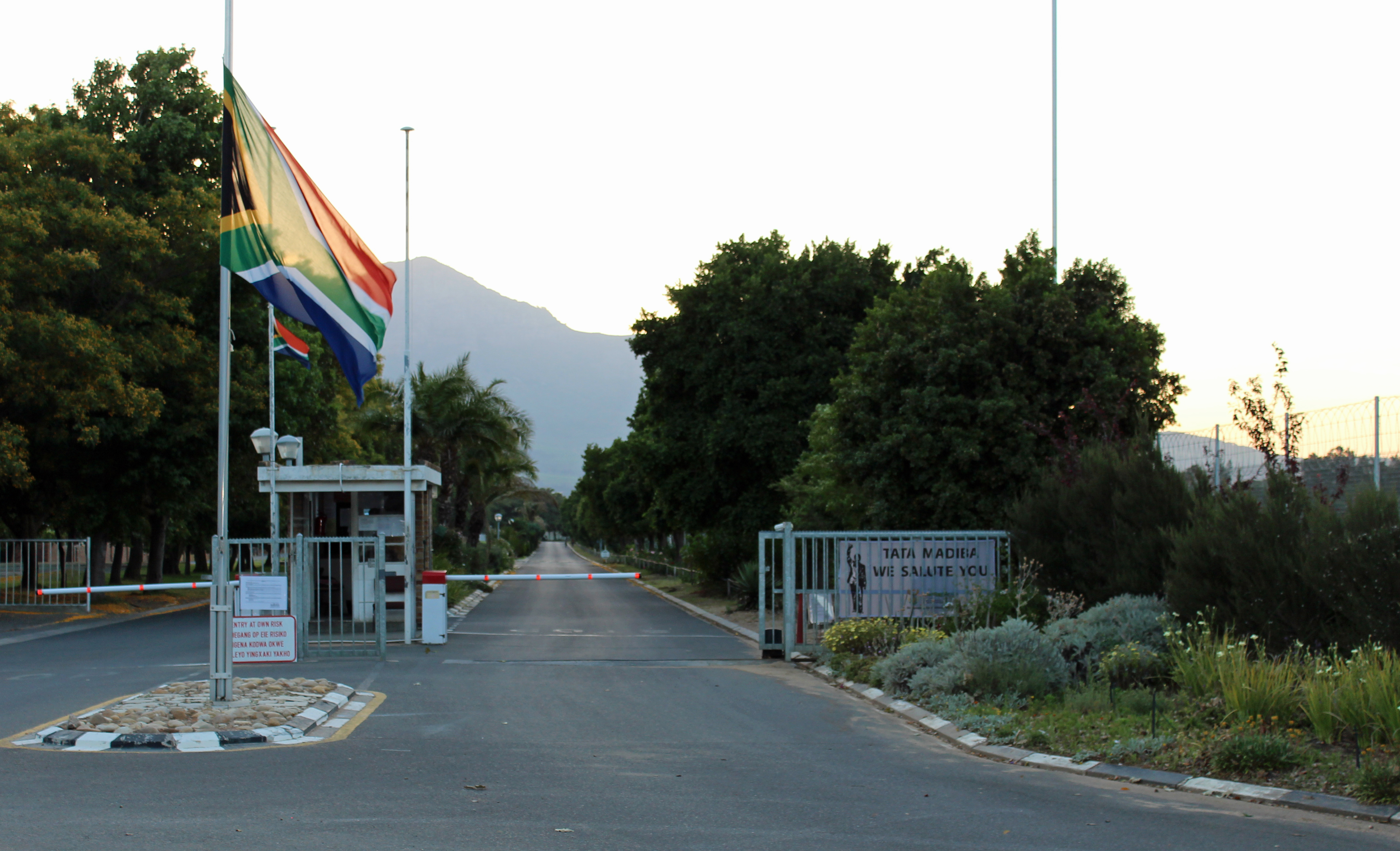
تحليق علم جنوب أفريقيا خارج المركز الإصلاحي حيث كان مانديلا مسجونا منذ عام 1988 إلى جين إطلاق سراحه في عام 1990.

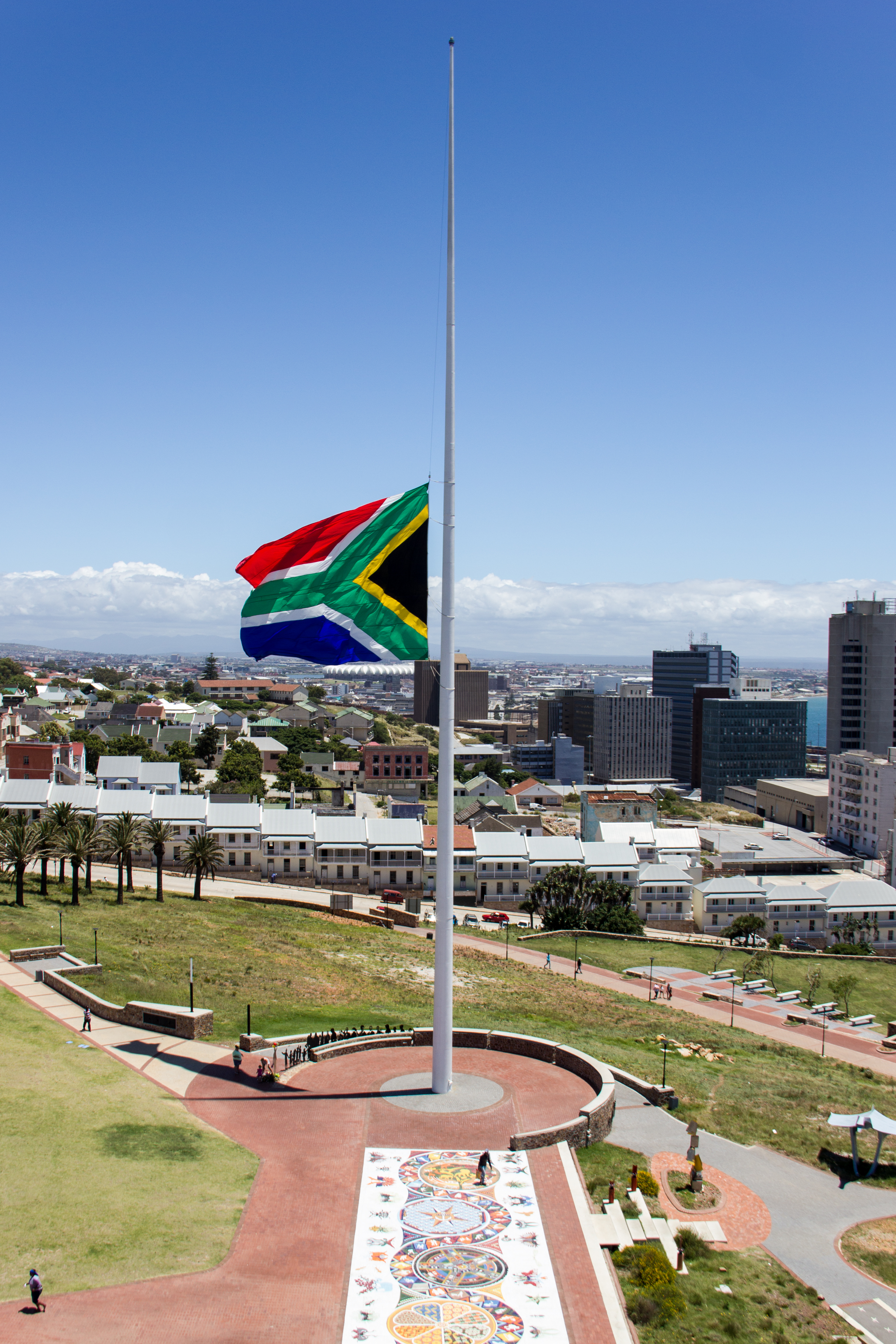

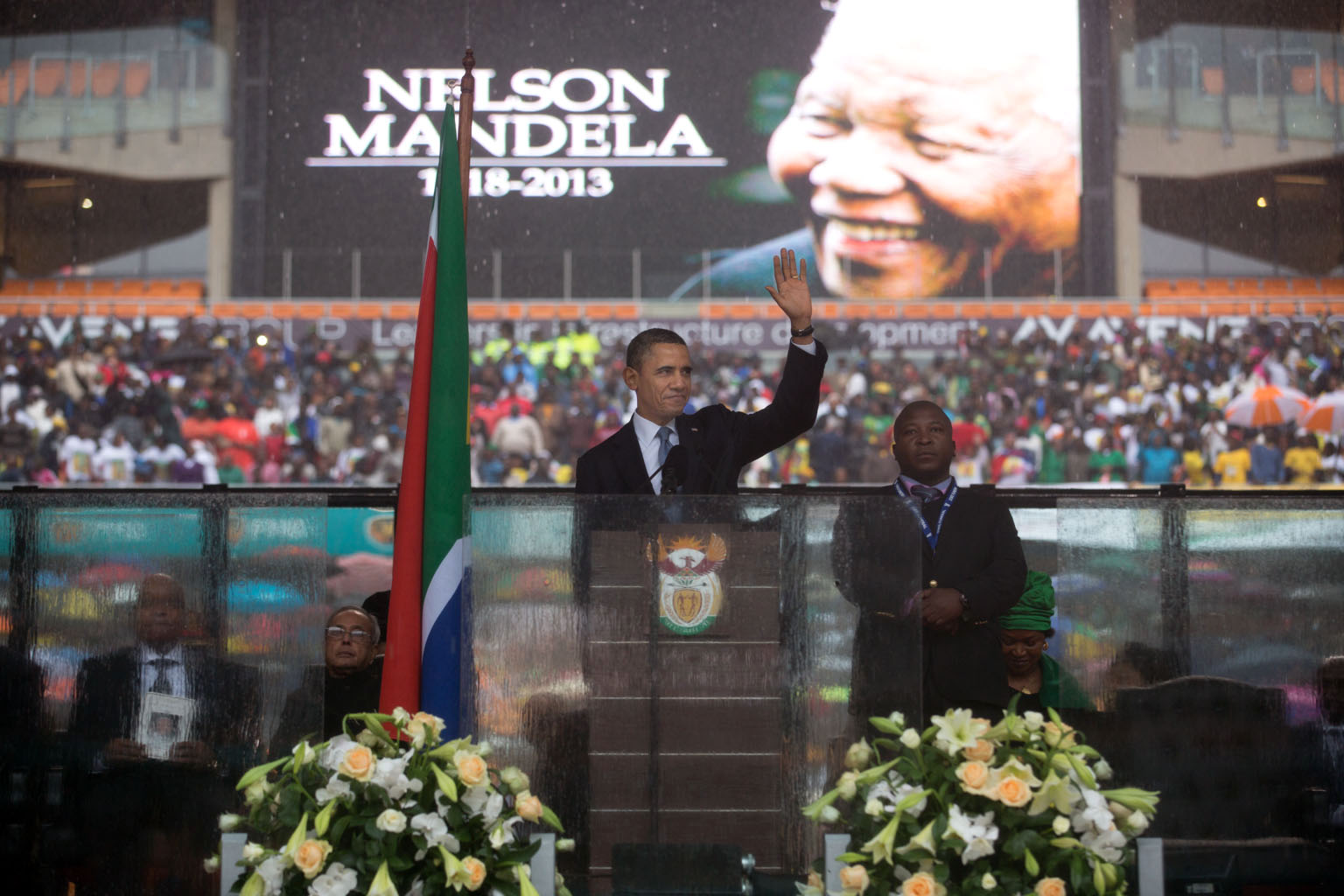
خطاب الرئيس الأمريكي باراك أوباما.

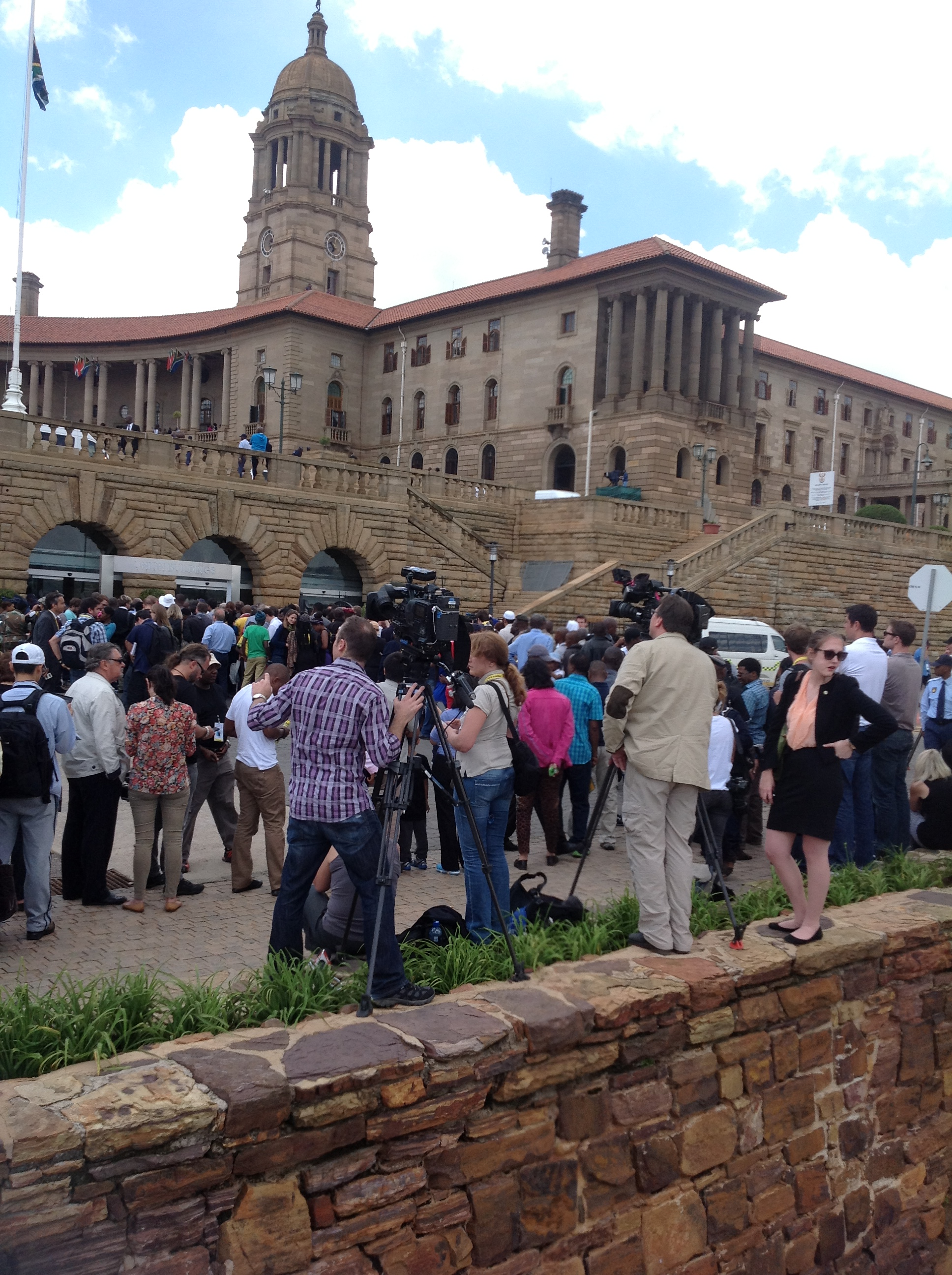

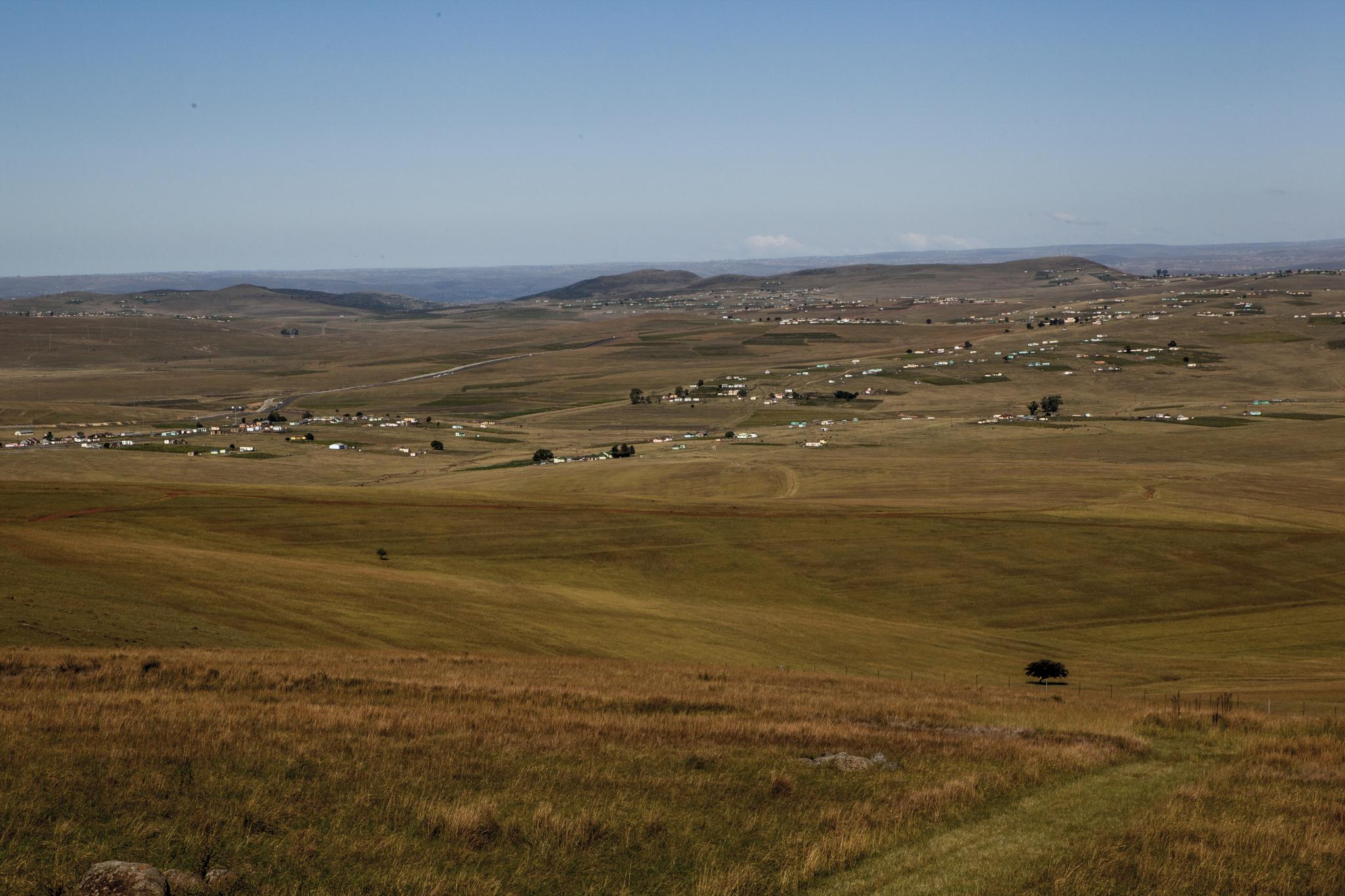
15 كانون الأول / ديسمبر 2013.

أعلنت حكومة جنوب أفريقيا فترة 10 أيام من الحداد الوطني تنتهي مع الجنازة الرسمية في 15 ديسمبر 2013. امر زوما بان يتم رفع الاعلام على جميع المباني الحكومية طوال هذه الفترة.
وفي 9 كانون الأول / ديسمبر، أكدت الحكومة أن ما لا يقل عن 80 من رؤساء الدول والحكومات الأجنبية سيسافرون إلى جنوب أفريقيا لحضور المراسم. ومن بين رؤساء الدول الأفريقية الذين أكدوا على حضورهم رئيس وزراء ليسوتو، ورئيس جمهورية موزامبيق، ورئيس جمهورية ناميبيا، ورئيس جمهورية النيجر، ورئيس جمهورية سوازيلاند، ورئيس جمهورية تنزانيا المتحدة، ورئيس الجمهورية التونسية، ورئيس الوزراء في نيجيريا، ورئيس زيمبابوي، ورئيس زامبيا. نكوسازانا دلاميني زوما حضرت بصفتها رئيس مفوضية الاتحاد الأفريقي.
ومن بين الضيوف البارزين الآخرين رئيس الولايت المتحدة الأمريكية، وثلاثة رؤساء سابقين للولايات المتحدة، ورئيس الهند، ورئيس وزراء ايطاليا، ونائب رئيس الصين، ورئيس البرازيل، ورئيس فرنسا، ورئيس أيرلندا، ورئيس وزراء انجلترا، ورئيس ألمانيا، ورئيس وزراء استراليا، ورئيس وزراء كندا، ورئيس وزراء الأردن، ورئيس أفغانستان.كما حضر من الملوك والأمراء ملك هولندا، وملك بلجيكا، وأمير ويلز، وأمير أستورياس، وولي عهد الدنمارك، وولية عهد السويد، وولي عهد النرويج، وولي عهد اليابان، وملكة الأردن.

### يوم الصلاة والتأمل
حكومة جنوب أفريقيا أعلنت الأحد 8 ديسمبر / كانون الأول 2013 إلى أنه يوم وطني للصلاة والتأمل.

### التأبين
تم عقد التأبين والمراسم الجنائزية الرسمية في ملعب البنك الوطني الأول في جوهانسبرغيوم الثلاثاء 10 كانون الأول / ديسمبر 2013 ابتداء من الساعة 11:00 حسب التوقيت المحلي.

#### الترجمة بلغة الإشارة
في ما وصف بأنه إحراج وطني، فإنه كان من الواضح أن مترجم لغة الإشارة الرسمي في حفل التأبين، ثامسانكا جانتجي، كان وهمياً مبتذلاً. وأقرت جمعية جنوب أفريقيا للصم، إن جانتجي قامت «بالسخرية من لغة الإشارة في جنوب أفريقيا» وأن «مجتمع الصم كان في غضب».
في 12 ديسمبر، اعتذر جانتجي إذا كان قد أساء إلي أي شخص، موضحا أن أدائه كان ضعيفاً بسبب الهلوسة التي المصاحبة لمرض الفصام لديه. وأضاف أنه يعاني من ميول عنيفة، وذكر أنه دخل المستشفى في مرفق للصحة العقلية لمدة 19 شهرا، ابتداء من عام 2006. ومع ذلك، أكد أنه ذو أداء جيد، واصفا نفسه بأنه «بطل لغة الإشارة».

#### المصافحة بين اوباما وكاسترو
قام رئيس الولايات المتحدة باراك أوباما بمصافحة الزعيم الكوبي راؤول كاسترو، وهو أول لقاء بين رؤساء الولايات المتحدة ورؤساء الحكومة الكوبية منذ بيل كلينتون وفيديل كاسترو في الأمم المتحدة في عام 2000. أدت هذه الإيماءات إلي انتقادات من السياسيين في الولايات المتحدة. وقالت عضوة الكونغرس اليانا روس ليتينن، وهي من المعارضين الكوبيين الأمريكيين لحكومة كاسترو: «في بعض الأحيان تكون المصافحة مجرد مصافحة، ولكن عندما يهز زعيم العالم الحر يد دكتاتور لا يرحم مثل راؤول كاسترو، يصبح انقلاب دعاية للطاغية». قام جون ماكين بمقارنة المصافحة بين أوباما وكاسترو بمصافحة رئيس الوزراء البريطاني نيفيل تشامبرلين مع أدولف هتلر في عام 1938، حيث قال «نيفيل تشامبرلين قام بمصافحة هتلر، وهذا يعطي راؤول بعض الدعاية لمواصلة دعم نظامه الدكتاتوري الوحشي، هذا كل شيء».

#### صورة أوباما وهيلي تورنينج-شميت وكاميرون
تم توجيه الانتقادات إلي أوباما، وهيلي تورنينج-شميدت وديفيد كاميرون - قادة كل من الولايات المتحدة والدنمارك ورئيس وزراء المملكة المتحدة- حيث واجهوا حملة انتقاد على وسائل الاعلام الاجتماعية نتيجة التصرف الغير لائق بتصوير «سيلفي» والذي تم باستخدام الهاتف المحمول لتورنينغ شميت.

### جنازة الدولة، كونو
أقيمت الجنازة رسمية في 15 ديسمبر 2013 في كونو في كيب الشرقية.
اقيم الحفل في خيمة كبيرة جدا اقيمت لهذا الحدث وحضرها 4500 شخص من بينهم رؤساء دول وشخصيات اجنبية مختلفة. وتم بث الحفل التلفزيوني في جنوب افريقيا حتى دفنه عندما توقفت عملية التصوير والبث بناء على طلب مسبق من عائلة مانديلا.

## مراسم تذكارية أخري

### جنوب أفريقيا

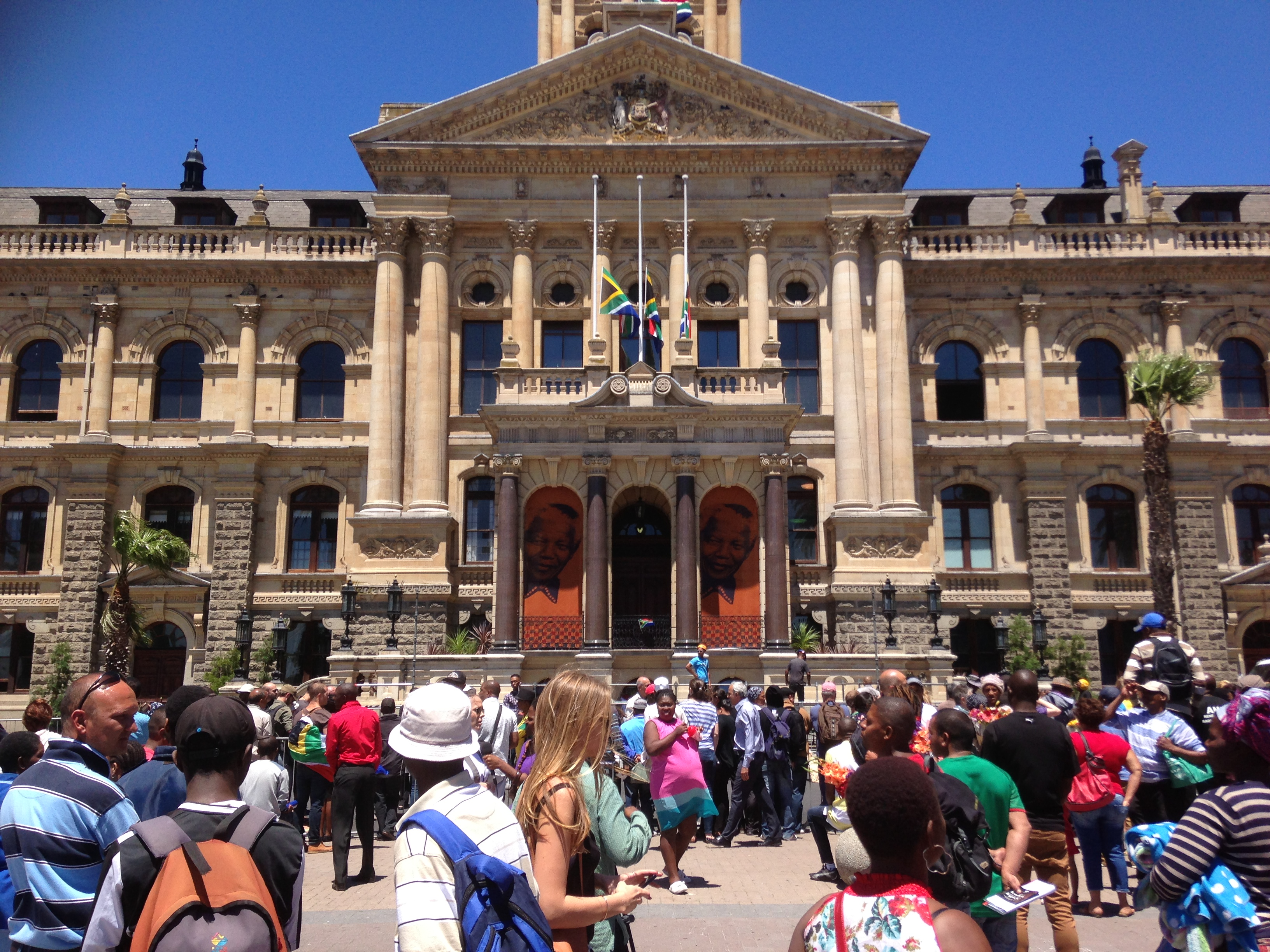
تجمع حشد من الناس في موكب كبير أمام مدينة كيب تاون بعد وفاته حيث أقام مانديلا أول خطاب علني هنا بعد إطلاق سراحه من السجن في عام 1990.

أعلنت عمدة كيب تاون، باتريشيا دي ليل، أن المدينة سوف تصبح مكان الحداد العام الرئيسي في كيب تاون، يوم الأحد 8 ديسمبر / كانون الأول 2013. وقد أقيمت وقفة ليلية رسمية هناك في المساء قبل جنازة مانديلا. كما استضافت كيب تاون حفل تحية مجاني في ملعب كيب تاون يوم الأربعاء 11 ديسمبر 2013.

### الدول الأجنبية
أقيمت مراسم تذكارية تكريماً لمانديلا في 11 ديسمبر 2013 في أبوظبي.
كرمت الملكة إليزابيث الثانية مانديلا مع خدمة الشكر في دير وستمنستر في أوائل عام 2014.
أقيمت مراسم تذكارية تكريما لمانديلا يوم 11 ديسمبر 2013 في واشنطن العاصمة.

## ردود الأفعال

### جنوب أفريقيا

#### السياسيين
- جاكوب زوما، الرئيس الحالي لجنوب أفريقيا قال: «لقد فقدت أمتنا أعظم ابن لها، فقد شعبنا أباً، على الرغم من أننا كنا نعلم أن هذا اليوم سوف يأتي، ولا شيء يمكن أن يقلل من شعورنا العميق بالخسارة.»[35][36]

- فريديريك ويليم دي كليرك، سلف مانديلا كرئيساً لجنوب افريقيا، قال: «لقد كان مخلصاً جداً جداً، وخلف أكبر تركة له».[37][38][39][40]

- كاليما موتلانتي، نائب رئيس جنوب افريقيا، قال: «اسم نيلسون مانديلا أصبح من المخلدين في التاريخ».[41]

#### الأحزاب السياسية
- كينيث ميشو، زعيم الحزب الديمقراطي المسيحي الأفريقي قال: «بعد 27 عاماً في السجن، كان يمكنه أن يريد الانتقام، ولكن لا، لأنه كان رجلاً حكيماً».[42][43]
- بعد أسبوع من وفاة مانديلا، قاد جوليوس ماليما زعيم مقاتلي الحرية الاقتصادية حشد من الأعضاء إلى منزل هوتون حيث كان يقطن مانديلا ليحيي ذكري رجل الدولة الراحل. وقال: «شكرا لك على نشر الحرية السياسية... أولئك الذين جاءوا بعدك فشلت في تحقيق الحرية الاقتصادية».[44][45][46]

### المنظمات القارية والعالمية
- الاتحاد الأفريقي: قال رئيس الاتحاد نكوسازانا دلاميني زوما: «لقد خاض مانديلا معركة جيدة». وأمر بأن تحلق أعلام الاتحاد الأفريقي علي نصف الصاري.[47][48]
- الاتحاد الأوروبي: قال رئيس السياسة الخارجية كاترين أشتون: «ألهم نيلسون مانديلا جيلي وعالمنا بأكمله أكثر من أي شخص آخر».[49][50]
- الاتحاد الدولي لكرة القدم: أمر الرئيس جوزيف بلاتر بنصف دقيقة صمت ليتم ملاحظتها في الجولة المقبلة من مباريات كرة القدم الدولية. وقال «ان نيلسون مانديلا سيبقى في قلوبنا إلى الابد، وان ذكريات معركته الرائعة ضد القمع وكارزيمته التي لا تصدق وقيمه الايجابية ستعيش فينا ومعنا».[51][52]
- اللجنة الأولمبية الدولية: رفع أعلامها عند نصف الصاري وقال توماس باخ: «ان الحركة الاوليمبية حونت حداداً علي فقدان صديق عظيم وبطل للبشرية»[53][54][55]
- اتحاد دول أمريكا الجنوبية: أعرب اتحاد دول أمريكا الجنوبية عن تعازيه لشعب جنوب افريقيا وتذكر مانديلا بأنه «زعيم صريح» وكرمز للسلام العالمي.[56]
- الأمم المتحدة: صرح أمين عام الأمم المتحدة بان كي مون: «كان نيلسون مانديلا شخصية فريدة على المسرح العالمي».[57][58]

### الدول الأعضاء في الأمم المتحدة والمراقبين

#### أفريقيا
- : الرئيس الجزائري عبد العزيز بوتفليقة أعرب عن تعازيه إلى الرئيس زوما في جنوب أفريقيا من خلال رسالته الكتابية: «باسم شعب وحكومة الجزائر، أود أن أعبر عن تقديري العميق وخالص التعازي وخالص المواساة إلى شعب جنوب افريقيا في فقدان أخي العزيز المناضل نيلسون مانديلا... أفضل تحية وذكري لنيلسون مانديلا هي مواصلة التضامن والعمل نحو النهضة الأفريقية.»[59][60]

- : رئيس بوتسوانا قدم تعازيه لحكومة وشعب جنوب أفريقيا، وكذلك غراسا ماشيل وكامل أسرة مانديلا على وفاة مانديلا. الرئيس إيان خاما قال «مانديلا شخصية بارعة ولها الفضل في إرساء المبادئ الأساسية في الحرية والعدالة والمساواة.»[61]

- : الرئاسة المؤقتة في مصر نعت نيلسون مانديلا وأعلنت الحداد الوطني لمدة ثلاثة أيام وقدمت بيانا قالت فيه انه "سيظل في قلوب وعقول المصريين كأحد أبرز رموز النضال القومي في عالمنا المعاصر"، حيث قال الرئيس إن رئيس جنوب افريقيا السابق "كان لديه اتصالات مع مصر لتدعيم نضاله من أجل القيم الإنسانية النبيلة، والتي تتجسد في نضاله ضد التمييز العنصري." وصرح أحمد المسلماني، المستشار الإعلامي أن الرئيس المصري المؤقت عدلي منصور، أشاد بمانديلا كرمزاً للحرية وأن مصر والقارة الأفريقية كلها سوف تذكر نيلسون مانديلا بالفخر والشرف."[62][63][64]
- : أعرب الرئيس علي بونغو أونديمبا عن تعازيه نيابة عن الشعب الغابوني خلال بيان كتب فيه «من الآن يقع على عاتقنا مواصلة عمله والاحتفال بما حققه في حياته. لذا أدعو جميع الناس أن تأخذ لحظة للتأمل ونتكاتف جميعاً في مثل هذه الظروف.»[65]
- : كتب الرئيس جون دراماني ماهاما افتتاحية في «نيويورك تايمز»، قائلاً ان مانديلا «استخدام السلام كأداة تحرير أفريقيا وأظهر أنه إذا كان لنا أن نتجاوز الانقسام الناجم عن الاستعمار والألم من الجروح ذاتيا فإن الرحمة والمغفرة يجب أن يلعبا دوراً في الحكم.»[66][67][68]

- : أعلن الرئيس أوهورو كينياتا الحداد الوطني لمدة ثلاثة أيام، معتبراً أن «الرئيس مانديلا قاد المعركة لتحرير أفريقيا ليس فقط من سياسية العبودية ولكن بنفس القدر من الأهمية ويلات المرض والفقر وسوء الإدارة وتفشي الأمية.»[69]
- : وصف الرئيس جويس باندا موت مانديلا بالخسارة الكبيرة لجنوب أفريقيا والعالم.[70]
- : ذكر رئيس الوزراء نافين رامغولام أن مانديلا كان رجلا "اسمه سيبقى إلى الأبد في ضمير الإنسانية. كان رمزاً للمصالحة التواضع"."[71]
- : قال الرئيس بول كاغامي انه «سوف يستمر في العيش في قلوب الكثير منا»، وأمر بدقيقة صمت قبل بدء الحوار الوطني في مجلس البرلمان.[72]
- : أعرب الرئيس حسن شيخ محمود عن تعازيه وقال «نيلسون مانديلا أثر على حياة الناس في كل ركن من أركان العالم.»[73]
- : أعلن الرئيس جاكايا كيكويتي الحداد الوطني لمدة ثلاثة أيام وأعرب عن أن «مانديلا هو مثال جيد على كيف من المفترض أن يعيش البشر.»[74]
- : أعرب الرئيس مايكل ساتا عن تعازيه إلى عائلة مانديلا وشعب جنوب أفريقيا، وكتب هذا «نصلي أيضا وندعو الله سبحانه وتعالى أن يمنح أسرة الفقيد الرحمة، والعزاء والسلوان لتحمل هذه الخسارة الكبيرة.»[75]
- : قال الرئيس روبرت موغابي: «ذكري السيد نيلسون مانديلا وتأثره في الحياة السياسية ستبقى إلى الأبد منارة التميز. ليس فقط لأنه كان بطلاً عظيماً، لكنه كان أيضاً متواضعاً حنوناًوتفاني في خدمة شعبه.»[76]

#### آسيا
- : رئيس جمهورية أذربيجان إلهام علييف بعثت برسالة تعزية إلى رئيس جنوب افريقيا جاكوب زوما قالت فيها: «كنت بحزن عميق لوفاة الرئيس السابق العظيم ابن جنوب أفريقيا، رجل الدولة البارز، بطل النضال ضد الفصل العنصري والعنصرية، الحائز على جائزة نوبل للسلام نيلسون مانديلا. باسمي وباسم الشعب الأذربيجاني أود أن أعرب عن عميق التعازي إلى عائلة الفقيد والشعب».[77] الأعلام في الأمم المتحدة مكتب في باكو خفضت.[78]
- : حكومة بنغلاديش أعلنت ثلاثة أيام حداداً على «رمز النضال ضد العنصرية والأيقونة العالمية ورمز المصالحة والتعايش السلمي نيلسون مانديلا».[79] الرئيس عبد الحميد قال سوف نتذكر مانديلا إلى الأبد ونخلد تجربته الطويلة في النضال من أجل تحرير الناس.[80][81][82][83]
- : سلطان بروناي حسن البلقية أرسل رسالة تعزية إلى رئيس جنوب افريقيا جاكوب زوما عقب وفاة الرئيس السابق نيلسون مانديلا. في رسالة السلطان قال «سنفتقد أثر مانديلا ليس فقط في جنوب أفريقيا ولكن أيضا في العالم الذي رآه منارة الأمل والشجاعة والقوة الأخلاقية في الشؤون الدولية».[84][85]
- الصين: الرئيس شي جين بينغ أرسل تعازيه واصفاً مانديلا «العالمي الشهير رجل الدولة» الذي «قاد شعب جنوب افريقيا وناضل من أجل مكافحة الفصل العنصري».[86] رئيس مجلس الدولة الصيني لي كه تشيانغ قال «نحن نحزن على وفاته. كما نرسل تعازينا لشعب جنوب أفريقيا وأسرة السيد مانديلا.».[87][88][89][90]
- : الرئيس براناب موخرجي قال في رسالة تعزية، أن مانديلا كان رجل دولة رائد على مستوى العالم ورمز إلهام للبشرية.[91] رئيس الوزراء مانموهان سينغ قال: «عملاق بين الرجال قد وافته المنية. أضم صوتي إلى الجميع في الصلاة عن روحه.»[92] نائب الرئيس حميد أنصاري قال «جمع بين الشجاعة والتصميم والتضحية التي ألهمت الملايين من الناس خلال حركة مناهضة الفصل العنصري، وأيضاً رسالة السلام والغفران والمصالحة بعد ذلك، وقاد الأمة على طريق السلام والتقدم.»[93][94]
- : أعرب الرئيس سوسيلو بامبانغ يودويونو عن تعازيه في وفاة نيلسون مانديلا، وأثنى عليه لمعارضة نظام الفصل العنصري في بلاده.[95]
- : رئيس الوزراء بنيامين نتنياهو قال عن مانديلا بأنه «واحد من أنبل الشخصيات في عصرنا، المناضل الذي رفض العنف».
- : الرئيس نور سلطان نزارباييف أرسل برقية تعزية إلى رئيس جنوب أفريقيا جاكوب زوما قائلاً: «الرئيس نيلسون مانديلا كان رجلاً كرس حياته للكفاح ضد التمييز العنصري، وبنى دولة ديمقراطية جديدة أمام أعين العالم. كان مصدر إلهام حقيقي إلى العديد في الكفاح من أجل حريتهم، لقد غرس الأمل في قلوب الناس. مانديلا سيذكر باعتباره رمزاً لحركة التحرر الوطني والاستقلال للشعوب الأفريقية.»[96][97][98][99]
- : رئيس الوزراء نجيب رزاق غرد على تويتر ان «مانديلا يعيش في روح كل إنسان يؤمن بالديمقراطية والحرية. شكرا لك علي كل شئ».[100][101]
- : رئيس السلطة الوطنية الفلسطينية محمود عباس نعى نيلسون مانديلا ووصفه بأنه «الأكثر شجاعة من بين الذين قدموا لنا الدعم» و «اسم مانديلا سيبقى إلى الأبد مع فلسطين ومع كل الفلسطينيين». «هذه خسارة كبرى لكل شعوب العالم وخاصة فلسطين» وأضاف عباس كان «رمزا للتحرر من الاستعمار والاحتلال».[102][103][104]
- : رئيس الوزراء لي هسين لونج أعرب عن تعازيه في موت مانديلا. وكتب على فيسبوك وتويتر «أرقد في سلام #مانديلا. أنت ألهمت الملايين بالإنسانية والشجاعة مدى الحياة.»[105][106][107]
- : الرئيس التركي عبد الله غول قال مانديلا شخصية عظيمة ورجل عظيم ليس فقط كرجل دولة ولكن ثب ذلك كمدافع عن حقوق الإنسان. انه وضع حداً للعنصرية من خلال نضاله.[108][109][110]

#### أوروبا وأقاليم ما وراء البحار
- : الرئيس الألباني بوجار نيشاني اصدر البيان التالي: «لقد حزنت كثيرا عندما علمت عن وفاة نيلسون مانديلا. خسرت الإنسانية يفقدان هذا الرجل، أحد أبرز القادة أخلاقاً ورمز المقاومة والكفاح من أجل العدالة والكرامة الإنسانية. مانديلا لم يركع في معركته ضد نظام الفصل العنصري، حتى عندما حرم من الحرية لمدة 27 عاما. سنوات طويلة من المعاناة لم تضعف مانديلا، ولم تقتل روحه.»[111][112]
- بلجيكا: رئيس الوزراء ليو دي روبو أصدر بياناً جاء فيه أن مانديلا «سيظل مصدر إلهام لملايين الناس».[113]
- جمهورية التشيك: قال رئيس الوزراء عن مانديلا «لم يكن فقط شخصية بارزة في الحياة السياسية والاجتماعية في جمهورية جنوب أفريقيا، ولكن أيضا واحداً من أكثر قادة العالم إلهاماً في عصرنا. لقد جسد المعركة ضد العنصرية والظلم».[114]
- الدنمارك: رئيس الوزراء هيلي تورنينج-شميت أصدرت بياناً عن مانديلا «منارة أمل في الكفاح ضد القهر والظلم في العالم» كما نقلت تعازيها لعائلة مانديلا وشعب جنوب افريقيا.[115][116]
- فرنسا: الرئيس الفرنسي فرانسوا هولاند علق على ضرورة استمرار ذكري مانديلا، مشيراً إلى أن «رسالة مانديلا لن تموت أبداً. وسوف تستمر في إلهام المقاتلين من أجل الحرية وإعطاء الثقة إلى الناس في الدفاع عن القضايا العادلة.»[117][118]
- المجر: رئيس الوزراء فيكتور أوربان اعرب عن خالص العزاء لعائلة مانديلا وشعب جنوب افريقيا. وأكد على أن مانديلا كان مصدر إلهام في الكفاح من أجل الديمقراطية خلال سنوات الدكتاتورية الشيوعية في فترة الانتقال إلى النظام السياسي الديمقراطي في المجر.[119][120]
- أيرلندا: رئيس الوزراء الإيرلندي إيندا كيني أعرب عن تعاطفه وكتب «اليوم نوراً عظيماً قد انطفأ.»[121][122]
- النرويج: رئيس الوزراء إيرنا سولبرغ أعربت عن تعازيها، داعية مانديلا بأنه «زعيم ليس فقط على بلده ولكن أيضا علي العالم كله. كان أعظم رمز للأمل والحرية والديمقراطية. سوف نذكر له النضال ضد الفصل العنصري، وجهوده في مكافحة الفقر وفيروس نقص المناعة البشرية/الإيدز.»[123][124]
- روسيا: الرئيس الروسي فلاديمير بوتين أرسل تعازيه قائلا «بعد أن عانى أصعب المعاناة، بقي مانديلا وفياً لمبادئ الإنسانية والعدالة حتى نهاية حياته».[125]
- صربيا: الرئيس الصربي توميسلاف نيكوليتش قال إن «مواطني صربيا حزنوا بعمق حداداً على وفاة القائد العظيم، رجل الدولة وابن أفريقيا».[126]
- سلوفاكيا: الرئيس السلوفاكي ايفان غاشباروفيتش قال «غاندي أفريقيا قد مات.»[127]
- السويد: رئيس الوزراء السويدي فريدريك راينفيلدت قال: «نيلسون مانديلا كان الشخص الذي غير العالم. كان على قناعة تامة بالمساواة بين البشر. اختار المصالحة في حين اختار الآخرين الانتقام.»[128]
- أوكرانيا: الرئيس الأوكراني فيكتور يانوكوفيتشفي رسالة تعزية إلى رئيس جنوب افريقيا جاكوب زوما، قال عن مانديلا «كان مثالاُ للثبات والنزاهة وقوة الشخصية».[129]
- المملكة المتحدة: رئيس الوزراء البريطاني ديفيد كاميرون كان واحدا من أول من أعربوا عن حزنهم على تويتر، داعيا مانديلا بأنه «بطل هذا الزمان».[130][131][132]
- جيرسي: رئيس الوزراء قال «نيلسون مانديلا هو واحد من الأبطال من أبناء جيلي – رجل حياته غيرت أمة من الناس حول العالم وجعلتهم يؤمنون بقيمة المساواة والمصالحة.».[133][134][135]
- الفاتيكان: البابا فرنسيسفي برقية تعزية رسمية إلى رئيس جنوب افريقيا جاكوب زوما قال: "كان من الحزن أن علمت بوفاة الرئيس السابق نيلسون مانديلا، أرسل التعازي إلى كل عائلة مانديلا وإلى أعضاء الحكومة.[136][137]

#### أمريكا الشمالية
- : رئيس الوزراء دين بارو وصف مانديلا بأنه "بطل تاريخي ورمز للتضحية بالنفس.[138]
- كندا: رئيس الوزراء ستيفن هاربر في بيانه "بعد وفاة نيلسون مانديلا، فقد العالم أحد القادة ورجال الدولة. السيد مانديلا سجن 27 عاما من قبل الحكومة السابقة في جنوب أفريقيا، لدوره في النضال لإنهاء نظام الفصل العنصري. على الرغم من سنوات طويلة من الأسر، السيد مانديلا غادر السجن مع قلب يدعو إلى تصفية الحسابات.[139][140]
- : الرئيس دانيلو ميدينا في رسالة بعث بها إلى رئيس جنوب أفريقيا جاكوب زوما، أعرب عن تعازيه باسم بلده وشعبه، عن وفاة زعيم مكافحة الفصل العنصري في البلد الأفريقي."[141][142][143]
- : أعرب رئيس الوزراء بورتيا سيمبسون ميلر عن حزنه وكتب أن مانديلا كان «من دون شك واحد من أعظم البشر في تاريخ البشرية» ومصدر إلهام لجميع الأشخاص المنحدرين من أصل أفريقي.[144]
- : أعرب الرئيس انريكي بينيا نييتو عن تعازيه سواء على حسابه في تويتر وفي المؤتمر، مشيراً إلى أن «الإنسانية فقدت رمزل المقاتلة من السلام والحرية والمساواة».[145] كما أرسل تعازيه إلى شعب جنوب افريقيا وأسرة مانديلا.[146]

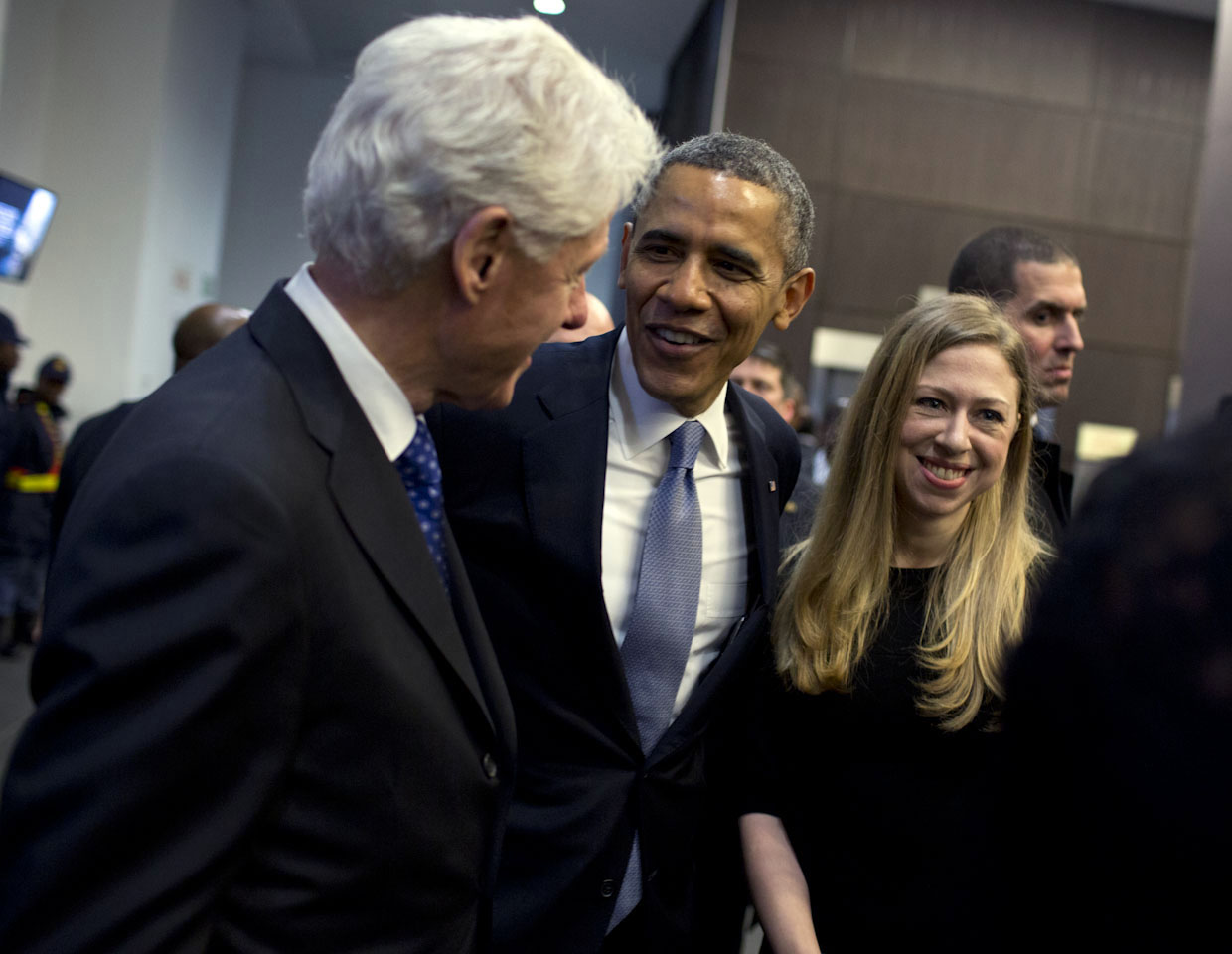
الرئيس أوباما مع الرئيس السابق بيل كلينتون وابنته تشيلسي.

- : الرئيس باراك أوباما قام بخطاب بعد إعلان موت مانديلا، قائلا «أنا واحد من عدد لا يحصى من الملايين الذين استلهمهم من نيلسون مانديلا. الآن دعونا نعطي كل الشكر لهذا الرجل الذي صنع التاريخ.»[147] رفعت الأعلام في الولايات المتحدة الأمريكية حتى غروب الشمس، 9 كانون الأول / ديسمبر 2013.[148][149]

#### أوقيانوسيا
- : رئيس الوزراء توني أبوت قال إنه بالرغم من أنه لم يلتق مانديلا إلا أنه كان يعتقد انه رجل غير عادي. «نيلسون مانديلا واحد من الشخصيات العظيمة في أفريقيا ويمكن القول أنه أحد الشخصيات العظيمة في القرن».[150][151]
- : رئيس الوزراء جون كي أشاد بمانديلا قائلاً «الزعيم الملهم، الرجل رائع... صاحب القوة من أجل التغيير، ليس فقط في جنوب أفريقيا، ولكن في جميع أنحاء العالم».[152][153]

#### أمريكا الجنوبية
- : الرئيس كريستينا فرنانديز دي كيرشنر أصدر بياناً أعرب فيه عن تعازيه إلى عائلة مانديلا وشعب جنوب أفريقيا، ووصف مانديلا بأنه «مقاتل لا يكل ولا يمل من أجل انتصار الديمقراطية في أمته.»[154][155]
- : الرئيس إيفو موراليس أعرب عن تعازيه إلى شعب جنوب أفريقيا وكتب مانديلا لا يزال مصدر قوة وإلهام.[156][157]
- : الرئيس خوان مانويل سانتوسغرد عبر حسابه على «تويتر» أسفي العميق لوفاة نيلسون مانديلا، وأضاف أن «إرثه سيبقى دليلنا للوصول إلى السلام».[158][159][160]

### الأفراد
- تنزين غياتسو ، 14 الدالاي لاما أرسل تعازيه إلى أسرة مانديلا، واصفا إياه بأنه «رجل الشجاعة، صاحب المبدأ، شخص من الذين يمكن أن أقول فيهم حقا،» عاش حياة ذات معنى.""[161][162]
- الممثل دنيس هايسبيرتالذي يجسد مانديلا في فيلم عام 2007، قائلا «تصوير نيلسون مانديلا في فيلم كانت لحظة فارقة في حياتي المهنية».[163]
- الممثل إدريس إلبا، الذي يجسد شخصية مانديلا في عام 2013 في فيلم مانديلا: المسيرة الطويلة إلى الحرية ، قائلا: «يا له من شرف لي تصوير الرجل الذي تحدى الصعاب وكسر الحواجز ودافع عن حقوق الإنسان أمام أعين العالم. أفكاري وصلواتي إلي عائلته.»[164]
- الممثل مورغان فريمانالذي يصور مانديلا في عام 2009 في فيلم الذي لا يقهر (فيلم)وقال: «سنتذكر انتصاراته، مانديلا قد لا يكون معنا، ولكن سيبقي داخلي وداخل كل واحد منا».[165]
- أوبرا وينفري قالت: «من عظيم الشرف لي في حياتي أن تكون لي الدعوة في منزل نيلسون مانديلا لقضاء بعض الوقت الخاص والتعرف عليه. وقالت انه سوف يكون دائما بطلي. حياته كانت هدية لنا جميعا.»[166][167][168][169][170]